# Elp-Kultur

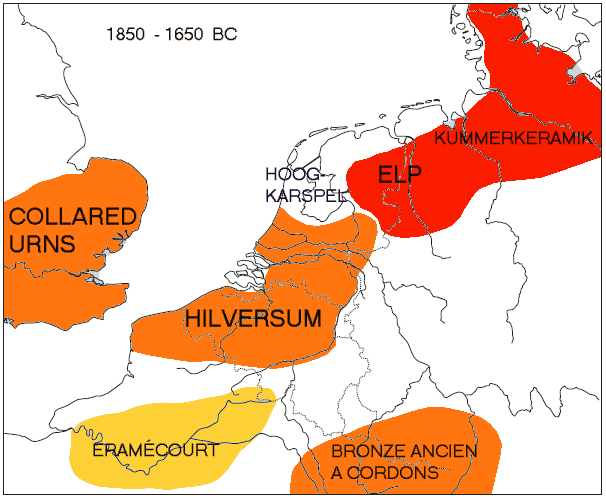
Verbreitung der Elp-Kultur.

Die Elp-Kultur (1100 und 850 v. Chr.) ist eine regionale Gruppe der europäischen Hügelgräberbronzezeit, die sich westlich der Weser, nördlich der Mittelgebirge und in den Nordost- und Mittelniederlanden entwickelte. Namensgebender Fundort ist das Dorf Elp (Gemeinde Midden-Drenthe) zwischen Assen und Emmen in den Niederlanden, wo erstmals eine Siedlung dieser Kulturperiode ausgegraben wurde.

## Charakteristika
Die Elp-Kultur zeichnet sich durch ihre typischen großen dreischiffigen Bauernhäuser aus. Diese sind im Allgemeinen mehr als 25 Meter lang und etwa 6 Meter breit. Der Archäologe Harm Tjalling Waterbolk berechnete, dass in ein Wohnstallhaus vom Typ Elp bis zu 26, teilweise sogar 30 Rinder passen. Der Stallteil der Häuser ist in der Regel durch die dichter gesetzten Ständer erkennbar und befand sich im östlichen Teil der Gebäude. Die schmalen Eingänge befanden sich in den Schmalseiten der Häuser oder in der Längswand zwischen Wohn- und Stallteil. Da der Wohntrakt genauso groß oder noch länger als der Stallteil war, wird vermutet, dass die Häuser von Großfamilien bewohnt waren. Im namensgebenden Fundort wurden mehr als zwölf Häuser innerhalb eines Hektars nachgewiesen. Diese wurden über einen Zeitraum von 700 Jahren erbaut. Es wird daher vermutet, dass die Höfe dreißig bis vierzig Jahre bewohnt waren und dann verlassen wurden, um an anderer Stelle in unmittelbarer nähe der alten Hofstelle ein neues Gebäude zu errichten. Die älteren Gebäude dienten dabei als Bausubstanz für die neuen Häuser.
Einige Grundrisse aus Elp oder Emmerhout besitzen eine extreme Länge von mehr als 60 Metern. Diese wurden von Waterbolk als Gebäude mit zentraler Funktion interpretiert.
Weiterhin ist die Kultur durch ihre Hügelgräber gekennzeichnet.